# Кабушкина
Кабушкина (біл. Кабушкіна) — селище в Білорусі, у Барановицькому районі Берестейської області. Орган місцевого самоврядування — Великолуцька сільська рада.

## Населення
За переписом населення Білорусі 2009 року чисельність населення селища становило 126 осіб.